# Anders Österling
Anders Johan Österling, född 13 april 1884 i Helsingborg, död 13 december 1981 i Stockholm, var en svensk poet, författare, översättare, litteraturkritiker och ständig sekreterare i Svenska Akademien. Han var son till Hans Österling som var redaktionssekreterare på Skånska Dagbladet i Malmö. Fadern var under sin tid som tidningsman i Helsingborg, där Anders Österling föddes, även förläggare av August Strindberg och Ola Hansson. Österling är begravd på Falsterbo kyrkogård.

## Biografi
Anders Österling växte upp i Malmö och var barndomsvän med Sture Berggren. Österling hade svårigheter i matematik i skolan, varför han övergick från läroverket i Malmö till Lunds privata elementarskola, där han undervisades av bland andra Ludvig Widell och David Bergendal. Redan under läroverksåren skrev han om litteratur i Svenska Dagbladet och hans svensklärare befriade honom under de sista åren av gymnasiet från uppsatsskrivning med motiveringen "dina uppsatser kan jag läsa i tidningen". Han avlade mogenhetsexamen i Lund 1904. 1907 gjorde han en studieresa till Paris, där han åhörde Henri Bergsons föreläsningar, vilket han senare betecknade som en avgörande impuls.
Han anställdes 1909 vid universitetsbiblioteket i Lund som extra ordinarie amanuens (samtidigt började Gunnar Carlquist sin tjänstgöring). Chef över institutionen var Carl af Petersens och bland kollegorna fanns bland andra Bert Möller. I umgängeskretsen i Lund fanns både Bengt Lidforss, Fredrik Böök och Anders Trulson. 1913 befordrades han till ordinarie amanuens vid universitetsbiblioteket i Lund, och året efter tog han en filosofie licentiatexamen, också i Lund. Han arbetade på biblioteket i Lund till 1919. Under sin studietid bodde Österling på Svanegatan i Lund, granne med Christian Günther och Österling gästade både Den yngre gubben och Tuakotteriet men var själv aldrig medlem.
1907–1918 var han litterär medarbetare i Göteborgs Handels- och Sjöfartstidning. 1919 anställdes han som chef för den litterära avdelningen i Svenska Dagbladet i Stockholm och flyttade då från Gyllenkroks allé i Lund till Stockholm och en villa på Nyängsvägen 10 i Äppelviken. I Äppelviken bodde Anders Österling med sin familj i närmare arton år, åren 1919–1936. Åren i Äppelviken har han beskrivit i poetisk form i diktsamlingen Horisonter, 1939. År 1919, samma år som han anställdes vid Svenska Dagbladet, invaldes han på stol nr 13 i Svenska Akademien efter Karl Alfred Melin. Han var då dess yngste ledamot någonsin, och med sina 62 år som ledamot av denna akademi är han också den som varit en av "De aderton" längst av alla i akademins historia. 1936 blev han filosofie hedersdoktor vid Lunds universitet. Samma år utsågs han till redaktör för Svenska Akademiens Post- och Inrikes Tidningar och sökte sig också över till Stockholms-Tidningen. Anders Österling stannade på Stockholms-Tidningen till tidningens nedläggning i februari 1966. Under de trettio åren på Stockholms-Tidningen blev hans intresse för utländsk litteratur alltmer utpräglat. Under sina sista år medverkade han i Sydsvenska Dagbladet Snällposten. 1941 blev Österling vald till ständig sekreterare i Svenska Akademien. 
Anders Österling var från 1916 gift med Greta Sjöberg (1886–1966), som tidigare varit gift med Verner von Heidenstam.

## Författarskap
Enligt författaren själv inleddes författarkarriären med dikter skrivna under pseudonym i Malmö-Tidningens veckobilaga; det mesta som imitationer av Ola Hansson, Emil Kléen och K.G. Ossiannilsson. Han angav kontakten med Ernst Norlind som ovärderlig och Österlings första dikter publicerades i publikationen "Från Skåne" i Norlinds redaktion när Österling var 19 år. Anders Österlings första diktsamling, Preludier (1904), utkom samma år som han blev student, och väckte uppmärksamhet genom en yppig, romantiserande formgivning, ett rikt stämningsliv och en skönhetslängtan som gärna lyfte sig till hymnens tongångar. Den följdes av diktsamlingarna Offerkransar (1905) och Hälsningar (1907), det lyriska dramat Nattens röster (1906) och versberättelsen Döden inkognito (1908) vittnande om vilken lätthet och behag versen gav sig som hans uttrycksmedel, liksom hur villigt hans ingivelse fann motiv till dikter tack vare känslans lättrörlighet och givmildhet.
Årets visor (1907) och Blommande träd (1910) gav vittnesbörd om att han sökte närma sig verkligheten, det obetydliga, näraliggande i världen och finna det poetiskt, förenkla diktionen och flärdlöst tolka idyllernas själiska skönhet. Norrlandsresan (1908) följdes av sagospelet Bäckahästen (1909), rikt på skånska landskapsstämningar. Kurt Atterberg uppkallade en opera efter detta verk. Med Facklor i stormen (1913) utvidgades hans register på ett oväntat sätt; dikterna i denna samling tolkar en uppslitande kärlekskris och döljer ej heller dess erotiska fasetter eller diktjagets ibland ohöviska beteende. Sånger i krig (1917) var ekon av första världskriget medan Idyllernas bok (1917) är melodisk, finstämd, fyllig, livsbejakande och skönhetsdrucken lyrik.
Drömmare och romantiker till sitt kynne visar han frändskap med Atterbom och den engelska sjöskolan och har med älskvärd och innerlig konst varit Skånes skaldiska tolk på ett i förhållande till A.U. Bååths och Ola Hanssons tidigare poesi fullt självständigt sätt. I Fränder och främlingar (1912) lämnade Österling utsökta tolkningar av engelsk, fransk, italiensk, tysk och dansk poesi; han har även översatt Hugo von Hofmannsthals Elektra (1911).
Människor och landskap (1910), Minuter och sekunder (1912) och Tidsstämningar (1916) innehåller reseskisser och lyriska stämningsbilder från skilda länder och litterära essäer; Dagens gärning (1921) är ett urval av Österlings tidningsuppsatser, i vilka lyrikern uppenbarat sig som en lärd och skicklig psykologisk och estetisk kritiker med en förfinad och behagfull stil. Dessutom har Österling offentliggjort ett kort Minne af K. A. Melin (i Svenska akademiens Handlingar ifrån år 1886, band XXXI, 1920) och ett utförligare av C.A. Hagberg (Svenska akademiens Handlingar ifrån år 1886, band XXXIII), utgiven i utvidgad form, Carl August Hagberg (1921). Valda dikter utkom 1914 och i nytt urval 1919; Samlade Dikter 1–2 1945–46.
Österlings bana som författare blev den längsta i svensk litteraturhistoria, och han förblev öppen och nyfiken inför yngre generationer och deras litterära innovationer. I hans näst sista diktsamling Sent i livet 1970 finns en dikt om Hippies i San Francisco som uttrycker den 85-årige diktarens uppskattning inför den nya tidens musik och dess utövare – kanske inte så förvånande med tanke på att Österlings egen poesi från början varit full av sensuella och ibland erotiska uttryck.

## Kritiker och ständig sekreterare
Som kritiker i dagspressen och sekreterare i Svenska Akademien visade han på samma sätt ett öppet sinne för nyare och modernistisk litteratur. På 40- och 50-talen, då Österling var ständig sekreterare och hade ett stort inflytande på Akademiens utseende av Nobelpristagare, kom prisets status att kraftigt höjas  och etableras som en mer samtida utmärkelse.[källa behövs] Han blev nära vän med Hjalmar Gullberg.
När Svenska Akademiens femtioåriga Nobelprissekretess bröts 2012 framkom det att J.R.R. Tolkien var föreslagen för nobelpriset 1961 men att han dömdes ut av Österling med motiveringen att hans prosa inte höll måttet. Österling var känd som en sträng och analytisk kritiker men var inte främmande för moraliska, politiska och taktiska avvägningar i sina nobelprisutlåtanden. Han var bland annat starkt kritisk till Samuel Becketts och Vladimir Nabokovs kandidaturer och ifrågasatte om det kommunistiska engagemanget hos Pablo Neruda var förenligt med nobelprisets syfte.

### Skönlitteratur
- Preludier : dikter. Stockholm: Bonnier. 1904. Libris 1729249
- Offerkransar : dikter. Stockholm: Bonnier. 1905. Libris 1729248
- Nattens röster : drama i fyra akter. Stockholm: Bonnier. 1906. Libris 1619327
- Prolog vid sydsvenska pressens soaréer i Malmö. Malmö. 1906. Libris 3206454
- Hälsningar : dikter. Stockholm: Bonnier. 1907. Libris 1619326
- Årets visor. Stockholm: Bonnier. 1907. Libris 1465075
- Döden inkognito : berättelse på vers. Stockholm: Bonnier. 1908. Libris 1619325
- Norrlandsresan : diktcykel. Stockholm: Bonnier. 1908. Libris 1619328
- Bäckahästen : skånskt sagospel i fyra upptåg. Stockholm: Bonnier. 1909. Libris 1619324
- Blommande träd : dikter 1907-1910. Stockholm: Bonnier. 1910. Libris 1619323
- Facklor i stormen : dikter. Stockholm: Bonnier. 1913. Libris 1642043
- Idyllernas bok. Stockholm: Bonnier. 1917. Libris 1661494
- Luther-sång vid Lunds universitets reformationsfest den 31 okt. 1917. Lund. 1917. Libris 3206452
- Sånger i krig. Stockholm: Bonnier. 1917. Libris 3206458
- De sju strängarna : dikter. Stockholm: Bonnier. 1922. Libris 8199693
- Bordsvisa 3/1 1923. Stockholm. 1923. Libris 3206448
- Kantat vid jubileumsutställningen i Göteborg. Göteborg: Bröderna Töpels boktr. 1923. Libris 1485147
- Dikter / raderingar Jurgen Wrangel. Stockholm: Bonnier. 1924. Libris 1485143
- Jordens heder : dikter /av Anders Österling. Stockholm: Bonnier. 1927. Libris 1338101
- Tonen från havet : dikter. Stockholm: Bonnier. 1933. Libris 1366094
- Livets värde : dikter. Stockholm: Bonnier. 1940. Libris 12542
- Årens flykt : dikter. Stockholm: Bonnier. 1947. Libris 490829
- Vårens löv och höstens : [dikter]. Stockholm: Bonnier. 1955. Libris 490831
  -  2. uppl., utökad med en grupp nya dikter. Stockholm: Bonnier. 1963. Libris 673240
- Dikten och livet : essäer. Stockholm: Bonnier. 1961. Libris 364788
- Minnets vägar : [memoarer]. Stockholm: Bonnier. 1967. Libris 11918
- Sent i livet : dikter. Stockholm: Bonnier. 1970. Libris 1278126
- Ögonblick : dikter 1971-78. Stockholm: Bonnier. 1978. Libris 7145903. ISBN 9100436887

### Varia
- Människor och landskap : ett knippe studier och skisser  : 1904-1910. Stockholm. 1910. Libris 8205401
- Minuter och sekunder. Stockholm: Bonnier. 1912. Libris 1642045
- Tidsstämningar : ett urval studier, artiklar och resebrev 1911-1916. Stockholm: Albert Bonniers förlag. 1916. Libris 1661495}
- Minne av Karl Alfred Melin : inträdestal i Svenska Akademien den 20 december 1919. Stockholm. 1920. Libris 10731499
- Dagens gärning. Samling [1-2]-3. Stockholm. 1921-1931. Libris 364799
  -  [Samling 1], Essayer och kritiker, 1916-1921. Stockholm: Bonnier. 1921. Libris 364800
  -  [Samling 2], 1922-1926. Stockholm. 1926. Libris 364801
  -  Samling 3 : essayer och kritiker, 1927-1931. Stockholm. 1931. Libris 364802
- Carl August Hagberg : minnesteckning. Stockholm: Bonnier. 1922. Libris 8553
- En fläkt av Indien : skildringar från en orientresa våren 1923. Stockholm: Bonnier. 1923. Libris 1485144
- Levant : skildringar från en medelhavsresa våren 1924. Stockholm: Bonnier. 1924. Libris 10189975
- Nicolovius och Söderslätt : kring de gamla prästgårdarna i Skåne. Stockholm: Bonnier. 1925. Libris 726371
- Nya valda dikter : (1918-1933). Stockholm: Bonnier. 1934. Libris 3206453
- Skånska utflykter. Stockholm: Bonnier. 1934. Libris 27527
- Tio års teater : 1925-1935. Stockholm: Albert Bonniers förlag. 1936. Libris 468669
- Horisonter. Stockholm: Albert Bonniers förlag. 1939. Libris 1382286
- Esaias Tegnér : vid Lunds universitets minnesfest den 2 november 1946 : [prolog]. Lund: Berlingska boktr. 1946. Libris 3206450
- Jacob Jonas Björnståhl : minnesteckning. Svenska akademiens minnesteckningar, 0346-6361. Stockholm: Norstedts. 1947. Libris 171808
- Albert Ulrik Bååth : minnesteckning. Svenska akademiens minnesteckningar, 0346-6361. Stockholm: Norstedt. 1960. Libris 368581
- Ola Hansson : minnesteckning. Svenska akademiens minnesteckningar, 0346-6361. Stockholm: Norstedt. 1966. Libris 11756
- Längtan till Italien / [illustr. av Georg Lagerstedt]. Stockholm: Bonnier. 1971. Libris 9673

### Samlade upplagor och urval
- Valda dikter. Stockholm: Bonnier. 1914. Libris 502634
- Samlade dikter. Stockholm: Bonnier. 1925. Libris 502389
  -  1, Preludier ; Offerkransar ; Hälsningar. Libris 502390
  -  2, Årets visor ; Blommande träd ; Facklor i stormen ; Sånger i krig. Libris 502391
  -  3, Idyllernas bok ; De sju strängarna. Libris 502392
  -  4, Fränder och främlingar. Libris 502393
- Samlade dikter. 1-2. Vår tids lyrik, 99-0158080-3. Stockholm: Bonnier. 1945-1946. Libris 2153764
  -  1. 1945. Libris 12606
  -  2. 1946. Libris 2153766
- Skånska motiv : [dikter i urval] / med illustrationer av Ralph Bergholtz. Stockholm: Bonnier. 1950. Libris 8220437
- En diktkrans / dikturval av författaren. Kammarbiblioteket, 99-0853564-1. Stockholm: Bonnier. 1961. Libris 1978397
- Dikter / nella versione italiana di Giacomo Oreglia... Biblioteca di cultura. Collana di poesia svedese, 99-0180975-4 ; 7. Stockholm: Fritze [distr.]. 1970. Libris 1978391
- Idyllernas bok : Valda dikter ; Bäckahästen ; Resebrev och essäer ; Ur Minnets vägar /  red.: Daniel Hjorth... Bokklubben Svalan, 99-0120395-3Svalans svenska klassiker, 99-0134162-0. Stockholm: Bonnier. 1974. Libris 7144525. ISBN 9100398020
- Hundra dikter / med förord av Ulf Linde... Stockholm: Bonnier. 1981. Libris 7146534. ISBN 9100454419
- Grinden åt havet : ett urval dikter 1904-1978 / sammanst. av Karin Österling ; [omslag och illustrationer: Pierre Österholm]. Stockholm: Bonnier. 1985. Libris 7147123. ISBN 9100467065

### Översättningar
- Hugo von Hofmannsthal: Elektra: tragedi i en akt (Bonnier, 1911)
- Fränder och främlingar: ett häfte lyriska öfversättningar (Bonnier, 1912). Ny uppl., tillökad och genomsedd, 1921
- John Galsworthy: Broderskap (Fraternity) (Svenska Andelsförlaget, 1918)
- Johann Wolfgang von Goethe: Ur min levnad: dikt och sanning (Bonnier, 1923–1925)
- Anders Österling: Samlade dikter. 4, Fränder och främlingar (Bonnier, 1925)
- Jean Giraudoux: Trojanska kriget blir inte av: pjäs i två akter (La guerre de Troie n'aura pas lieu) (Bonnier, 1938)
- Hermann Hesse: Själens spegel: valda noveller (Bonnier, 1939) [utg. 1941]
- Thomas Mann: De ombytta huvudena: en indisk legend (Bonnier, 1941)
- Percy Bysshe Shelley: Den befriade Prometheus: lyriskt drama i fyra akter (Prometheus unbound) (Bonnier, 1942)
- Johannes V. Jensen: Den långa resan (översättning Ingeborg Essén och Britte-Marie Wendbladh, dikterna ... till svenska av Anders Österling, Bonnier, 1944)
- Salvatore Quasimodo: Poesie (Italica, 1959)
- Italiensk klassisk lyrik i svensk tolkning (Italica, 1962)
- Thornton Wilder: Vår lilla stad: pjäs i tre akter (otryckt översättning för Svenska teatern 1964)
- Modern italiensk lyrik (Italica, 1964)
- Italiensk lyrik från nio sekler (Bonnier, 1965)
- Umberto Saba: Poesie (Italica, 1966)
- Giuseppe Ungaretti: Poesie (Italica, 1968)
- Eugenio Montale: Poesie (Italica, 1972)
- François-René de Chateaubriand: Minnen från andra sidan graven (Forum, 1973)
- Tommaso Campanella: La città del sole = Solstaten (översättning Paul Enoksson, två sonetter och en madrigal tolkade av Anders Österling, Italica, 1974)
- Eugenio Montale: Dikter (Bonnier, 1975)

## Priser och utmärkelser
- 1936 – Filosofie hedersdoktor vid Lunds universitet
- 1947 – Bellmanpriset
- 1948 – Sydsvenska Dagbladets kulturpris
- 1953 – Letterstedtska priset för översättningar för Nya tolkningar
- 1954 – Kommendör med stora korset av Nordstjärneorden[8]
- 1959 – De Nios Stora Pris
- 1963 – Evert Taube-stipendiet
- 1969 – Bellmanpriset
- 1971 – Guldskeppet

### Webbkällor
- Österling, Anders Johan i Nordisk familjebok (andra upplagan, 1922)